# Rorion Gracie
Rorion Gracie (Río de Janeiro, 10 de enero de 1952) es un maestro de Jiu-Jitsu Brasileño propiamente de la familia Gracie, y uno de los cuatro fundadores de la Ultimate Fighting Championship. Es el hijo mayor de Hélio Gracie y una de las pocas personas que ha sido capaz de obtener el cinturón rojo de Jiu-Jitsu Brasileño en el noveno grado, recibido por su padre el 27 de octubre de 2003.
Gracie tiene una licenciatura en derecho. En 1999-2000 estuvo involucrado en una disputa legal con su primo Carley Gracie por infracción de marca. Rorion finalmente ganó su pleito y obtuvo 108.000 dólares en daños y perjuicios (junto con $620.000 en honorarios de abogados) de Carley por infracción del logotipo del triángulo de la marca, aunque el jurado se puso a favor de Carley de que Rorion no tenía una marca federal válida para el nombre "Gracie Jiu-Jitsu". Ambas partes apelaron, pero la apelación de Rorion fue desestimada. La Corte del Noveno Circuito de Apelaciones le dio la razón a Carley, reafirmando su victoria sobre el nombre Gracie y ordenó al juez de la Corte del Distrito de cancelar el registro de marcas federales de Rorion.
Rorion enseñó a Mel Gibson Gracie Jiu Jitsu para la película Lethal Weapon. También fue el maestro de Ed O'Neill

## Logros
- Black Belt Magazine
  - Instructor del Año (2006)[5]